# رضاخان (دلفان)
رضاخان یک منطقهٔ مسکونی در ایران است که در دهستان کاکاوند شرقی واقع شده‌است. براساس سرشماری مرکز آمار ایران در سال ۱۳۹۵، رضاخان ۴۰ نفر جمعیت دارد.